# Народи Нової Каледонії
Нова Каледонія має багатонаціональне населення, тут живуть разом представники різних народів, носіїв різних традицій та різних світоглядів, серед них корінні жителі (переважно меланезійці) та іммігранти (європейці, азійці, полінезійці). Нова Каледонія є землею метисації; багато новокаледонських дітей та молоді сьогодні вважає, що належить водночас до кількох громад.

## Етнічний склад населення
В Новій Каледонії, як і загалом у Франції, етнічна статистика не розглядається. Етнічний склад населення був виключений з перепису 2009 року, натомість використовувався термін «належність до громади». Чисельність окремих громад Нової Каледонії за даними переписів 1969—2019 рр. була такою:
|                        | 1969    | 1969  | 1976    | 1976  | 1983    | 1983  | 1989    | 1989  | 1996    | 1996  | 2009    | 2009  | 2014    | 2014  | 2019    | 2019  |
| Число                  | %       | Число | %       | Число | %       | Число | %       | Число | %       | Число | %       | Число | %       | Число | %       |       |
| ---------------------- | ------- | ----- | ------- | ----- | ------- | ----- | ------- | ----- | ------- | ----- | ------- | ----- | ------- | ----- | ------- | ----- |
| Канаки                 | 46 200  | 45,9  | 55 598  | 41,7  | 61 870  | 42,6  | 73 598  | 44,8  | 86 788  | 44,1  | 99 078  | 40,3  | 104 958 | 39,1  | 111 856 | 41,2  |
| Європейці              | 41 268  | 41,0  | 50 757  | 38,1  | 53 974  | 37,1  | 55 085  | 33,6  | 67 151  | 34,1  | 71 721  | 29,2  | 73 199  | 27,1  | 65 488  | 24,1  |
| Увеанці, футунці       | 6 219   | 6,2   | 9 571   | 7,2   | 12 174  | 8,4   | 14 186  | 8,6   | 17 763  | 9,0   | 21 262  | 8,7   | 21 926  | 8,2   | 22 520  | 8,3   |
| Ні-вануату             | 6 219   | 6,2   | 1 050   | 0,8   | 1 212   | 0,8   | 1 683   | 1,0   | 2 244   | 1,1   | 2 327   | 0,9   | 2 568   | 1,0   | 2 313   | 0,9   |
| Таїтяни                | 3 367   | 3,3   | 6 391   | 4,8   | 5 570   | 3,8   | 4 750   | 2,9   | 5 171   | 2,6   | 4 985   | 2,0   | 5 608   | 2,1   | 5 366   | 2,0   |
| Індонезійці            | 1 809   | 1,8   | 5 111   | 3,8   | 5 319   | 3,7   | 5 191   | 3,2   | 5 003   | 2,5   | 3 985   | 1,6   | 3 859   | 1,4   | 3 786   | 1,4   |
| В'єтнамці              | 109     | 0,0   | 1 943   | 1,5   | 2 381   | 1,6   | 2 461   | 1,5   | 2 822   | 1,4   | 2 357   | 1,0   | 2 506   | 0,9   | 2 230   | 0,8   |
| Кілька громад і метиси |         |       |         |       |         |       |         |       |         |       | 20 398  | 8,3   | 23 007  | 8,6   | 30 758  | 11,3  |
| Інші азійці            | 1 607   | 1,8   | 2 812   | 2,1   | 2 868   | 2,0   | 642     | 0,4   | 856     | 0,4   | 1 857   | 0,8   | 1 177   | 0,4   | 1 181   | 0,4   |
| Інші                   | 1 607   | 1,8   | 2 812   | 2,1   | 2 868   | 2,0   | 6 577   | 4,0   | 9 038   | 4,6   | 17 610  | 7,2   | 29 959  | 11,1  | 25 909  | 9,5   |
| Разом                  | 100 579 | 100,0 | 133 233 | 100,0 | 145 368 | 100,0 | 164 173 | 100,0 | 196 836 | 100,0 | 245 580 | 100,0 | 268 767 | 100,0 | 271 407 | 100,0 |

41 % загальної чисельності населення 2019 року належали до канацької громади, європейці налічували 24 %, далі йшли увеанці та футунці (8 %), доля решти громад (таїтяни, індонезійці, ні-вануату, в'єтнамці та інші азійські народи) разом не перевищувала 6 % населення. Більш ніж кожен десятий назвався метисом або таким, що належить до декількох громад. Крім того, майже кожен десятий не знайшов себе серед запропонованих термінів. Більшість з останньої групи вважає, що належить до так званої «каледонської» громади.
Канаки переважають у населенні провінцій Північна та Острови Луайоте, європейці є найбільшою громадою Південної провінції.
| Громади                | провінція Острови Луайоте | Північна провінція | Південна провінція |
| ---------------------- | ------------------------- | ------------------ | ------------------ |
| Канаки                 | 17 367                    | 36 013             | 58 476             |
| Європейці              | 319                       | 4 867              | 60 302             |
| Кілька громад і метиси | 367                       | 4 944              | 25 447             |
| Увеанці, футунці       | 14                        | 524                | 21 982             |
| Таїтяни                | 2                         | 345                | 5 019              |
| Ні-вануату             | 16                        | 132                | 2 165              |
| Індонезійці            | 9                         | 429                | 3 348              |
| В'єтнамці              | 2                         | 58                 | 2 170              |
| Інші азійці            | 3                         | 99                 | 1 079              |
| Інші                   | 254                       | 2 499              | 23 156             |
| Разом                  | 18 353                    | 49 910             | 203 144            |

Частка населення, що народилося в Новій Каледонії, зменшується. 2014 року вона становила 75 %, це на 3 % менше, ніж у 1989 році й на одному рівні з показником 1976 року. Зниження цього показника спостерігалося в усіх трьох провінціях, але в Північній провінції воно було найбільшим (5 %). Більшість немісцевих проживає у Великому Нумеа. 16 % населення, за даними 2014 року, народилося у Франції або в її заморських департаментах (2,7 % у Волліс і Футуна, 1,5 % у Французькій Полінезії) і 4,8 % за кордоном. Таким чином, серед некорінного населення, дві третини походять із метрополії. Понад 98 % жителів Нової Каледонії є громадянами Франції. Більшість іноземців живе у Великому Нумеа.

## Канаки

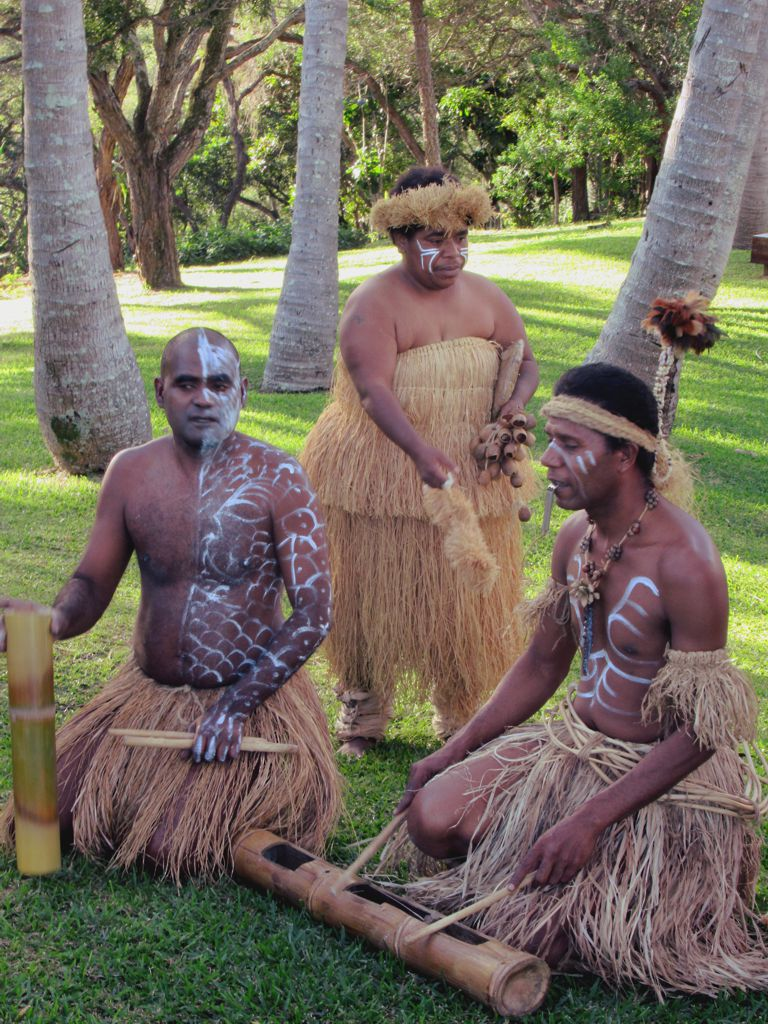

Канаки — це корінне населення Нової Каледонії. Вони становлять найбільшу громаду країни й розселені по всьому архіпелагу, тоді як інші громади сконцентровані більш ніж на 90 % в Південній провінції. 52,3 % канаків живе в Південній провінції, 32,2 % — в Північній провінції, ще 15,5 % — в провінції Острови Луайоте. В провінції Острови Луайоте вони становлять 94,6 % населення, в Північній провінції — 72,2 %, в Південній провінції — лише 28,8 %. В Південній провінції доля канаків у населенні є найменшою, ще меншою вона є в чотирьох муніципалітетах Великого Нумеа. Існують також регіональні відмінності в характері населення Північної провінції: 2014 року канаки загалом становили 70 % її жителів, але 86 % в комунах східного узбережжя і 53 % в комунах західного узбережжя.
Канаки (фр. Kanak) — це новий термін, який народився в середовищі канацьких лідерів на початку 1990-х років і став офіційно використовуватись відповідно до положень Нумейської угоди 1998 року. Раніше до канацької громади в офіційних документах застосовувався термін «меланезійці», а французький термін для тубільців «канаки» (в написанні фр. Canaques) мав негативний відтінок.
Канаки поділяються на 341 плем'я й розмовляють 34 мовами та діалектами (одна мова полінезійська, решта — меланезійські).
Канацьке суспільство структуроване в рамках традиційної організації, основою якої є клан. Клани об'єднуються в племена. Поняття племені (фр. Tribu) в Новій Каледонії стосується не лише групи людей, а й їхню суспільно-політичну організацію та територію, на якій відповідна група проживає. В останньому сенсі плем'я по суті є резервацією, територією, на якій життя регулюється нормами звичаєвого права. За переписом населення 2019 року, в племенах жило 60,3 тис. осіб, це приблизно половина канаків.
84 % канаків, за даними перепису 2019 року, мали звичаєвий цивільний статус (фр. Statut civil coutumier), в тому числі 93 % тих, що проживають на територіях племен, і 76 % тих, що живуть поза їхніми межами. На цих людей не поширюється загальне цивільне законодавство, вони живуть за звичаями, що склалися в традиційному канацькому суспільстві. Крім звичаєвого законодавства, життям осіб із звичаєвим цивільним статусом керують звичаєві органи влади. Існує й паралельний звичаєвий адміністративний поділ, нижньою ланкою якого є плем'я, племена об'єднуються в звичаєві округи (фр. District coutumier), округи — у 8 звичаєвих областей (фр. Aire coutumière). При цьому звичаєвий адміністративний поділ не відповідає поділові Нової Каледонії на комуни та провінції.

## Європейці
Європейці є найбільшою громадою Південної провінції, 2019 року вони становили 29,7 % її населення. Доля європейців у Північній провінції становила 9,8 %, на островах Луайоте європейці становлять лише 1,7 % загальної чисельності населення. 92,1 % європейців зосереджено в Південній провінції, 7,4 % живе в Північній провінції, 0,5 % — на островах Луайоте.
Як і канаки, європейське населення Нової Каледонії також не є однорідним. Дві третини його — це каледонці (люди, народжені в Новій Каледонії, фр. Calédonien), до них ще застосовується термін кальдоши (фр. Caldoche), але він несе принизливий відтінок. Це мішане за своїм походженням населення, до складу якого увійшли різні групи європейських мігрантів, як вільних поселенців (особи англо-саксонського походження, французи з Ельзасу й Лотарингії, острова Реюньйон, з півночі Франції, бретонці), так і колишніх засуджених (з Франції, кабіли з Алжиру), частково також місцеві меланезійці та робітники, що прибули в різний час на роботу за контрактом (японці, індонезійці, в'єтнамці). Протягом багатьох поколінь, каледонці виробили унікальні звичаї й спосіб життя. Французька, якою вони користуються на побутовому рівні, відрізняється від стандартної французької.
Ще третину європейського населення складають так звані метрополітенці (фр. Métros), недавні французькі мігранти, що прибули до Нової Каледонії для виконання своїх службових обов'язків на термін від двох до шести років, є серед них і такі, що на постійно оселилися на островах. Каледонці називають їх французами (фр. French) або образливо — зорейлі (фр. Zoreilles), що буквально означає «вуха» (мається на увазі, що вони, як представники французької держави, шпигують за місцевими жителями).

## Інші
Іммігрантів з інших країн також найбільше в Південній провінції, особливо у Великому Нумеа. Найбільшою громадою серед них є вихідці з островів Волліс і Футуна, вони становлять 10,8 % населення Південної провінції. Крім них у Новій Каледонії живуть вихідці із Французької Полінезії, Вануату, Індонезії (переважно яванці), В'єтнаму та інших країн Азії. В Південні провінції зосереджено 97,6 % воллісців (увеанців) та футунців, 93,5 % таїтян, 88,4 % індонезійців, 97,3 % в'єтнамців, 93,6 % ні-вануату. 11,3 % індонезійців, 6,4 % таїтян, 5,7 % ні-вануату живе в Північній провінції.
Ряд сімей полінезійців-увеанців з островів Волліс переселився на острів Увеа (один із островів Луайоте) ще в доколоніальну добу, за усною традицією, десь у XVI—XVIII ст. Їх можна вважати корінними жителями Нової Каледонії, й зазвичай вони зараховуються до складу канаків. Нова хвиля міграції на Нову Каледонію з островів Волліс і Футуна почалася в 1852 році й продовжується досі. Увеанців та футунців наймали на роботу в сільськогосподарській галузі, на шахтах, а згодом на будівництві об'єктів інфраструктури. Пік імміграції припадав на часи нікелевого буму в кінці 1960-х років. Зараз на рідних островах їх лишилося менше, ніж проживає в Новій Каледонії.
З початком промислового видобутку нікелю, хрому та кобальту в другій половині XIX ст., а також з розвитком виробництва товарних культур (цукрова тростина, бавовна, кава) Нова Каледонія стала залучати робочу силу з Нових Гебридів (нині Вануату), Тонкіну (нині В'єтнам), Японії та Індонезії. Японці покинули Нову Каледонію в роки Другої світової війни. З 1969 року, в період нового буму гірничодобувної промисловості, до Нової Каледонії прибули нові групи населення для роботи на копальнях. Це були вихідці з Волліс і Футуни, Французької Полінезії, колишніх французьких колоній в Африці та Вест-Індії, з Китаю та В'єтнаму. Наймасштабнішою була міграція увеанців, футунців і таїтян, які переселялися через мляву економіку своїх рідних островів.

## Стосунки між основними громадами
Стосунки між основними громадами (канацькою та європейською) є непростими. Ситуація в Новій Каледонії відрізняється від Франції та більшості західних країн, тут спостерігається нерівність населення на користь іммігрантів і на шкоду корінному населенню, дискримінується не меншість, а канаки, найбільша громада країни. Існує суттєвий контраст за рівнем життя між переважно європейським населенням Нумеа та бідними канацькими селами на північно-східному узбережжі Гранд-Терр та віддалених островах Луайоте. Новітня історія Нової Каледонії була наповнена протистоянням між європейською та меланезійською (канацькою) громадами. Значна частина корінних жителів Нової Каледонії виступає за незалежність Нової Каледонії, тоді як більшість населення європейського походження прагне збереження її в складі Франції. Піком протистояння стали події 1984—1988 рр., відзначені масовими заворушеннями та кривавими сутичками. Матіньонська 1988 року та Нумейська 1998 року угоди скріпили компроміс між сторонами й накреслили контури спільної долі всіх місцевих громад. Була прийнята низка політичних рішень, спрямованих на те, щоб підняти рівень економічного та соціального розвитку населених переважно канаками Північної та Острови Луайоте провінцій до рівня «європейської» Південної провінції. Проте, не зважаючи на помітні зрушення в цих напрямках, кардинального прогресу в поліпшенні умов життя канацької громади не відбулося.